# Kumyłżenskaja
Kumyłżenskaja (ros. Кумылженская) – stanica w Rosji, w obwodzie wołgogradzkim, ośrodek administracyjny rejonu kumyłżeńskiego. W 2010 liczyła 7953 mieszkańców.